# Finnerödja-Tiveds församling
Finnerödja-Tiveds församling är en församling i Södra Närkes kontrakt i Strängnäs stift. Församlingen ligger i Laxå kommun i Örebro län och ingår i Bodarne pastorat.

## Administrativ historik
Församlingen bildades 2006 genom sammanslagning av Finnerödja och Tiveds församlingar och utgjorde därefter till 2014 ett eget pastorat. Den 1 januari 2014 överfördes församlingen från Skara stift till Strängnäs stift och från Vadsbo kontrakt till Glanshammars och Edsbergs kontrakt, samtidigt som församlingen blev en del av det då nybildade Bodarne pastorat. Den 1 januari 2018 överfördes församlingen till det nybildade Södra Närkes kontrakt.

## Kyrkor
- Finnerödja kyrka
- Tiveds kyrka